# Acido a,c-diammide cob(II)irinico reduttasi
La acido a,c-diammide cob(II)irinico reduttasi è un enzima appartenente alla classe delle ossidoreduttasi, che catalizza la seguente reazione:
2 acido a,c-diammide cob(I)irinico + FMN + 2 H+ ⇄ 2 acido a,c-diammide cob(II)irinico + FMNH2
Sebbene si ritenga che l'acido a,c-diammide cob(II)irinico sia il substrato fisiologico, questo enzima può catalizzare anche la riduzione dell'acido cob(II)irico, della cob(II)inammide, della cob(II)inammide fosfato, della GDP-cob(II)inammide e della cob(II)alamina. Utilizza anche il FAD e NADH ma non NADPH.